# District de Jining
Pour les articles homonymes, voir Jining.
Le district de Jining (集宁区 ; pinyin : Jíníng Qū), subdivision administrative de la région autonome de Mongolie-Intérieure en Chine, est le centre administratif de la ville-préfecture d'Ulaan Chab.

## Démographie
La population du district était de 237 408 habitants en 1999.